# Francisco de Eguía y López de Letona
Francisco de Eguía y López de Letona (castellà: Francisco de Eguía)  (Durango, 5 de març de 1750 - Madrid, 6 de gener de 1827) va ser un militar i polític espanyol, I comte del Real Aprecio.

## Biografia
El 1767 va iniciar la seva carrera militar i en 1775 va prendre part en la desafortunada expedició enviada per Carles III a Alger per castigar els pirates berberiscos. Sis anys després va participar en la reconquesta de Pensacola, possessió britànica des de 1763, en el marc de la intervenció espanyola en la guerra d'independència dels Estats Units.
Coronel des de 1792 i brigadier a partir de l'any següent, va combatre a la França revolucionària en la Guerra Gran, motiu pel qual va rebre l'ascens a mariscal de camp en 1795. Sis anys després va estar en l'expedició militar que va lluitar contra Portugal en la coneguda com Guerra de les Taronges, i a l'any següent va ascendir a tinent general.
En la Guerra del francès va exercir diversos càrrecs militars i polítics, el més important dels quals va ser el de Secretari de Guerra en dues dels governs nomenats per la Junta Central, funció aquesta que va exercir entre gener i maig de 1810.
Cap a finals de 1809, després d'estar al comandament de l'Exèrcit d'Extremadura li donen el comandament de l'Exèrcit del Centre. Li substitueix en el comandament de l'Exèrcit d'Extremadura el
duc d'Alburquerque.
Oposat a les Corts de Cadis, hi va participar com a diputat suplent per Biscaia, encara que rares vegades va intervenir als debats. Va defensar la causa absolutista, es va resistir a signar la Constitució i va estar present en 1814 en el primer gabinet del rei Ferran VII, de nou com a Secretari de Guerra. En aquest càrrec es va encarregar d'organitzar la repressió. Va continuar exercint aquest càrrec al següent govern, encapçalat per Pedro Cevallos Guerra, fins a març de 1815. Va tornar a formar part de dos gabinets més: els presidits, respectivament, per José García de León y Pizarro i per Carlos Martínez de Irujo y Tacón, marquès de Casa Irujo, entre juny de 1817 i juny de 1819, sempre encarregat de la secretaria de la Guerra. Es va veure embolicat juntament amb Antonio Ugarte en l'escàndol de la compra de vaixells de guerra russos que van resultar estar en pèssimes condicions.
Capità general de Granada a partir d'aquesta última data, el triomf de la revolució que va iniciar en 1820 l'anomenat Trienni Liberal el va obligar a fugir a França. Des d'allí va ajudar a enviar guerrilles absolutistes a Espanya. Del 9 d'abril al 25 de maig de 1823 fou President de la Junta Provisional de Govern d'Espanya i Índies. Després del final d'aquell període, però Ferran VII no va tornar a comptar amb ell per exercir tasques polítiques, encara que el va recompensar amb diversos títols, com el de comte del Real Aprecio.
Eguía va ser immensament impopular i gairebé tots els testimoniatges dels qui el van conèixer, fins i tot dins del seu propi partit, li són hostils. El 21 d'octubre de 1809, un oficial d'enllaç britànic, el coronel Phillip Keating Roche, li escrivia al seu govern que el general Aréizaga: «ha estat nomenat comandant de l'exèrcit en lloc del general Eguía, qui ha estat per fi destituït per a gran satisfacció de gairebé tothom». Se li retreia la seva tendència al nepotisme. El general Girón, el general Àlava, Francisco de Longa... tots van parlar malament d'ell. Posteriorment, els seus propis companys de partit es van tornar contra ell perquè es va atrevir a proposar una relaxació de la repressió política i certes concessions liberalitzants, a la manera de la "carta atorgada" de Lluís XVIII.
És esmentat en l'episodi nacional Memorias de un cortesano de 1815 de Benito Pérez Galdós.